# Sceliages adamastor
Sceliages adamastor är en skalbaggsart som beskrevs av Amédée Louis Michel Lepeletier och Jean Guillaume Audinet Serville 1828. Sceliages adamastor ingår i släktet Sceliages och familjen bladhorningar. Inga underarter finns listade i Catalogue of Life.

## Bildgalleri

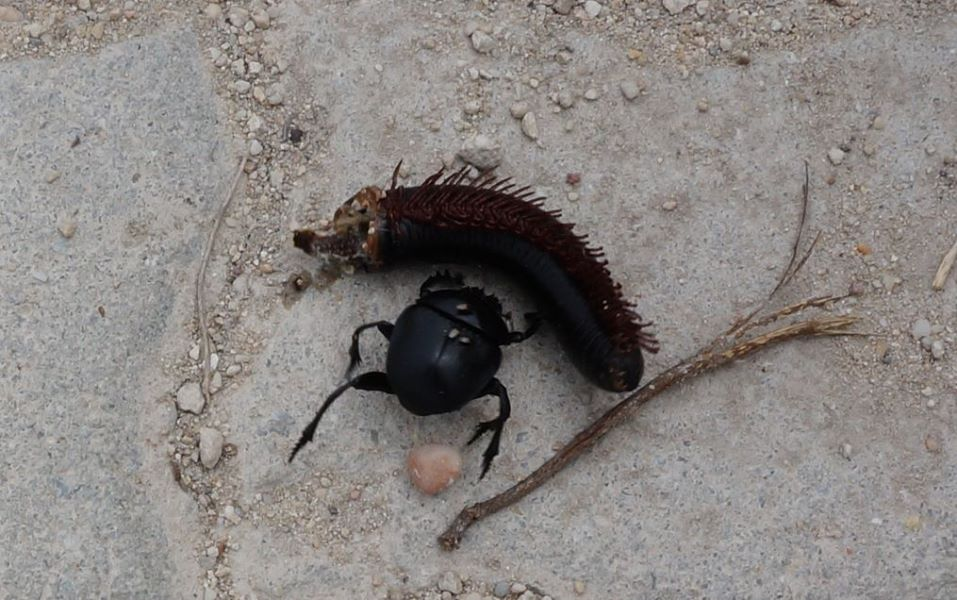
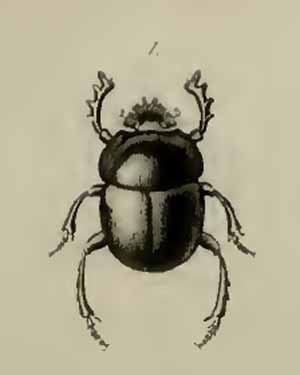
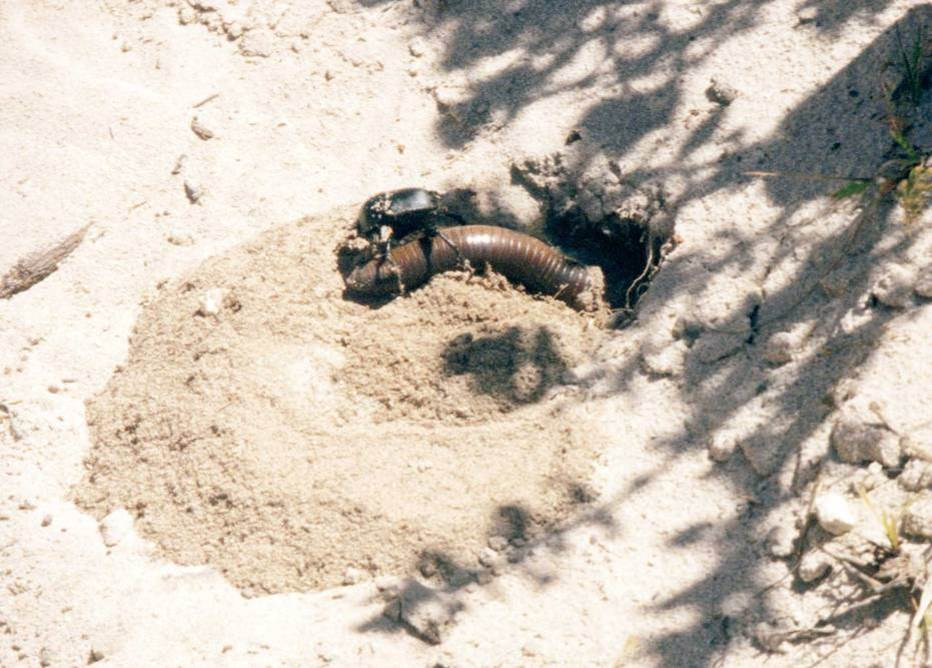